# Myrospermum sousanum
Myrospermum sousanum là một loài thực vật có hoa trong họ Đậu. Loài này được A. Delgado & M.C. Johnst. miêu tả khoa học đầu tiên năm 1984.